# Salvia greatae
Salvia greatae là một loài thực vật có hoa trong họ Hoa môi. Loài này được Brandegee miêu tả khoa học đầu tiên năm 1906.